# Cercul Atletic București
Cercul Atletic București sau CAB a fost o echipă de fotbal din București, România care a jucat în liga română înainte de Primul Război Mondial.
Echipa a fost formată din jucători de la Academia de Atletism din București. Ei au reprezentat și Regatul României la Jocurile Olimpice de vară din acele vremuri. Nu erau profesioniști ai fotbalului, dar au jucat două sezoane în Campionatul României la fotbal.

## Performanțe
Campionatul României
 Vicecampioni : 1912–13
 Locul III: 1913–14